# UOPECCAN
A UOPECCAN - União Oeste Paranaense de Estudos e Combate ao Câncer, conhecido também como Hospital do Câncer de Cascavel, é uma ONG criada em 1991, no município brasileiro de Cascavel, na Região Oeste do Paraná, que mantém duas unidades hospitalares especializadas em oncologia, uma no município sede e outra em Umuarama, na Região Noroeste Paranaense.

## História
A Uopeccan surgiu a partir do trabalho voluntários de membros do Rotary International. No início foi criada uma casa de apoio, coordenada pelas Irmãs Franciscanas Angelinas, que com a colaboração da comunidade local, tornou-se o embrião da atual estrutura hospitalar, que é referência no tratamento do Câncer na América Latina.

## Estrutura
O complexo hospitalar da Uopeccan é formado por hospital, casa de apoio, núcleo solidário e centrais de telemarketing nos municípios de Cascavel, Foz do Iguaçu, Umuarama, Guarapuava e Maringá. Por meio destas centrais, a instituição angaria recursos para manter o atendimento. 
Além da equipe de funcionários, a Uupeccan conta com mais de 100 voluntários, entre eles a Legião Feminina de Combate ao Câncer, um grupo de mulheres que atua na sociedade em campanhas de prevenção do câncer e organização de eventos internos e externos, objetivando o combate e a prevenção da doença.
A Uopeccan também é um hospital escola e  diponibiliza  programa de Residência Médica em Oncologia Cirúrgica e Clínica, oportunizando a formação de cirurgiões oncológicos, oncologistas clínicos e a especialização em Transplante de Medula Óssea autólogo, um tratamento altamente complexo e disponível apenas em poucos centros de excelência do país.
É também um dos poucos hospitais do Brasil que oferece aos seus pacientes o acelerador linear Clinac iX, um equipamento de alta tecnologia que proporciona melhor precisão, garantido aos órgãos um risco menor durante o tratamento.
O complexo hospitalar em Cascavel tem mais de 10 mil m², composto por hospital, Casa de Apoio e Núcleo Solidário. São 130 leitos, UTI adulto e infantil com 10 leitos e com equipamentos de suporte a vida de última geração, Centro Cirúrgico com 5 salas para procedimentos operatórios de qualquer complexidade, Unidade exclusiva para o tratamento do câncer infantojuvenil, além do Programa de Residência Médica em Cancerologia Clínica e Cirúrgica, Transplante de Medula Óssea Radioterapia. É umas das poucas Instituições da Região Sul que possui em sua equipe multiprofissional, médicos especialistas no tratamento de crianças e adolescentes com câncer, além de ser a única do interior do Paraná habilitada e credenciada para realizar transplantes de fígado.
Em  Umuarama conta um hospital, que tem 18.183,37 m², com atendimento para Oncologia e Hospital Geral para algumas especialidades. São 215 leitos, 20 leitos de UTI, 9 salas cirúrgicas, mais a Casa de Apoio ao paciente de câncer, com 60 leitos.

### Casas de Apoio
São estruturas da Uopeccan que acolhem pacientes que moram em outras localides e fazem tratamento em Cascavel ou Umuarama. Além da hospodegem, oferece gratuitamente alimentação ao paciente e acompanhantes.

## Especialidades médicas
A Uopeccan conta com as seguintes especialidades médicas:
| Cascavel                       | Umuarama                            |
| ------------------------------ | ----------------------------------- |
| Anestesiologia                 | Angiologia / Cirurgia vascular      |
| Angiologia / Cirurgia vascular | Buco Maxilo Facial                  |
| Buco Maxilo Facial             | Avaliação em Cardiologia            |
| Oncologia Cirúrgica            | Avaliação em Anestesiologia         |
| Oncologia Clínica              | Cirurgia Geral                      |
| Oncologia Pediátrica           | Cirurgia Plástica Reparadora        |
| Cardiologia                    | Clínica Médica                      |
| Cirurgia Cabeça e Pescoço      | Dermatologia                        |
| Cirurgia do Aparelho Digestivo | Gastroenteorologia                  |
| Cirurgia Geral                 | Ginecologia                         |
| Cirurgia Plástica Reparadora   | Hematologia                         |
| Cirurgia Torácica              | Mastologia                          |
| Cirurgia Videlaparoscópica     | Neurocirurgia                       |
| Clínica Médica                 | Oncologia Cirúrgica                 |
| Coloproctologia                | Oncologia Clínica                   |
| Ecografia Vascular com Doppler | Ortopedia                           |
| Radioterapia                   | Radiologia e diagnóstico por imagem |
|                                | Radioterapia                        |
|                                | Urologia                            |